# 星宿二
星宿二（長蛇座τ¹），又名BD-02 2901，HD 81997、SAO 136895、HR 3759，是長蛇座的一颗恒星，视星等为4.6，位于銀經236.23，銀緯32.86，其B1900.0坐标为赤經9h 24m 4.3s，赤緯-2° 32.86′ 55″。